# Parafia Podwyższenia Krzyża Świętego w Piaskach
Parafia Podwyższenia Krzyża Świętego w Piaskach - parafia rzymskokatolicka w Piaskach, należąca do archidiecezji lubelskiej i Dekanatu Piaski. Została erygowana w 1325. Mieści się przy ulicy Lubelskiej.